# Michał Skowronek
Michał Skowronek (Polonia, 27 de septiembre de 1949) es un atleta  retirado especializado en la prueba de [[]], en la que consiguió ser campeón europeo en pista cubierta en 1971.

## Carrera deportiva
En el Campeonato Europeo de Atletismo en Pista Cubierta de 1971 ganó la medalla de plata en los relevos de 4x800 metros, con un tiempo de 7:19.2 segundos, tras la Unión Soviética y por delante de Alemania Occidental (bronce).